# Perdue Farms
Perdue Farms er en amerikansk agroindustri- og fødevarevirksomhed. Perdue Foods er en kødproducent og en betydelig producent af kylling, kalkun og svinekød. Perdue AgriBusiness forarbejder og handler med korn og foder. Perdue Farms havde i 2021 en årsomsætning på 8 mia. $. De har ca. 21.000 ansatte.
Virksomheden blev etableret i 1920 af Arthur Perdue sammen med sin kone Pearl Perdue.